# 맛있니?
"맛있니?"(One Summer Day)는 한국에서 제작된 선승연 감독의 2005년 영화이다. 박현영 등이 주연으로 출연하였다.

## 출연

### 주연
- 박현영
- 이대관
- 김추월

## 기타
- 조명: 이명호
- 녹음: 김태연
- 미술: 김혜린